# ボブ・ミンツァー
ボブ・ミンツァー（Bob Mintzer、1953年1月27日 - ）は、アメリカ・ニューヨークを拠点に活動しているジャズ・フュージョンのサクソフォーン奏者、作曲家、編曲家。フュージョン・グループであるイエロージャケッツのメンバーとして、また自身の率いるビッグバンドのリーダー兼コンポーザーとして知られている。

## 略歴
バディ・リッチ楽団やジャコ・パストリアスオーケストラのアレンジャーなどを経て、1980年代初頭より自身のビッグバンドを率いて活動を続けている。その楽曲は伝統的なスウィング・ジャズにファンクとラテン音楽の要素を加味したものであり、ユニゾンの多用や、独特のコード進行など、高度なアレンジがもたらす独特のハーモニーが聴く者を驚かせている。
ビッグバンドのコンポーザー・アレンジャーとしてバディ・リッチ楽団のほかにもサド・ジョーンズやアート・ブレイキーなどに楽曲を提供したほか、自身も参加したGRPオールスター・ビッグ・バンドでもアレンジを担当している。また、1980年代前半にはジャコ・パストリアスのツアーにもワード・オブ・マウス・ビッグ・バンドの主要メンバーとして参加している。
彼の楽曲には今やカウント・ベイシー楽団と並び称されるほどのビッグバンドのスタンダードナンバーとなったものも多く、世界各地のアマチュア・ビッグバンドに取り上げられている。また、サックス・アンサンブルの曲や教則本も数多く執筆しており、これも世界中のミュージシャンに取り上げられている。
イエロージャケッツには1991年のアルバム『グリーンハウス』から参加。ビッグバンドではテナー・サックスまたはバス・クラリネットを演奏することが多いが、イエロージャケッツではウインドシンセサイザーを演奏することも多い。
2001年にはアルバム『Homage to Count Basie』で、グラミー賞の最優秀ジャズアンサンブル賞を受賞している。
2010年4月に3年ぶりとなる新作リーダー・アルバム『キャニオン・コーヴ』を発表（プロデュース中村照夫）。ドラムに盟友ピーター・アースキン、オルガンにラリー・ゴールディングスを迎えたシンプルなトリオ編成で、あたたかく自由で豊かな音楽性に満ちた傑作アルバムと評価されている。

## ディスコグラフィ

### リーダー・アルバム
- 『ホーン・マン』 - Horn Man (1982年、Agharta)
- 『ソース』 - Source (1982年、Agharta)
- 『パパ・リップス』 - Papa Lips (1984年、Explore) ※ボブ・ミンツァー・ホーン・マン・バンド名義
- 『インクリディブル・ジャーニー』 - Incredible Journey (1985年、DMP)
- 『カモフラージュ』 - Camouflage (1986年、DMP)
- 『スペクトラム』 - Spectrum (1988年、DMP)
- 『アーバン・コンツァーズ』 - Urban Contours (1989年、DMP)
- 『アート・オブ・ザ・ビッグ・バンド』 - Art of the Big Band (1991年、DMP)
- 『アイ・リメンバー・ジャコ〜フィーチャリング・ボブ・ミンツァー』 - I Remember Jaco (1992年、Novus)
- 『ワン・ミュージック』 - One Music (1991年、DMP)
- Hymn (1991年、Owl) ※with ジョン・アバークロンビー、マーク・ジョンソン、ピーター・アースキン
- 『ディパーチュア』 - Departure (1993年、DMP)
- Only in New York (1994年、DMP)
- Twin Tenors (1994年、Novus)
- The First Decade (1995年、DMP)
- Big Band Trane (1996年、DMP)
- Live at the Berlin Jazz Festival (1996年、Basic) ※1987年録音
- Live (1996年)
- Longing (1997年、Owl) ※with ギル・ゴールドスタイン
- Latin from Manhattan (1998年、DMP)
- Quality Time (1998年、TVT)
- Homage to Count Basie (2000年、DMP)
- 『バップ・ボーイ』 - Bop Boy (2002年、Explore)
- Gently (2003年)
- 『ライヴ・アット・マンチェスター・クラフツメンズ・ギルド』 - Live at MCG with Special Guest Kurt Elling (2004年、MCG Jazz)
- 『オールド・スクール:ニュー・レッスンズ』 - Old School: New Lessons featuring Kurt Elling (2006年、Telarc/MCG Jazz)
- In the Moment (2007年、Art of Life)
- Swing Out (2008年、Telarc/MCG Jazz)
- La Vita e Bella (2009年、Abeat)
- 『キャニオン・コーヴ』 - Canyon Cove (2010年)
- 『ニュー・シネマ・パラダイス〜映画音楽をジャズで』 - Standards 2: Movie Music (2010年、Fuzzy Music) ※with ピーター・アースキン、ダレク・オレシュキェヴィッチ、アラン・パスクァ
- 『ザ・ハドソン・プロジェクト』 - The Hudson Project (2011年、Concord Midline/Stretch/Universal) ※with ジョン・アバークロンビー、ピーター・アースキン、ジョン・パティトゥッチ
- 『フォア・ザ・モーメント』 - For the Moment (2012年、MCG Jazz)
- Get Up (2015年、MCG Jazz)
- All L.A. Band (2016年、Fuzzy)[2]
- Meeting of Minds (2018年、MCG Jazz) ※with ニューヨーク・ヴォイセス

### イエロージャケッツ
- 『グリーンハウス』 - Greenhouse (1991年、MCA)
- 『イエロージャケッツ・ライヴ!』 - Live Wires (1992年、GRP)
- 『ライク・ア・リヴァー』 - Like a River (1993年、GRP)
- 『ラン・フォー・ユア・ライフ』 - Run for Your Life (1994年、GRP)
- 『ドリームランド』 - Dreamland (1995年、Warner Bros.)
- 『ブルー・ハッツ』 - Blue Hats (1997年、Warner Bros.)
- 『クラブ・ノクターン』 - Club Nocturne (1998年、Warner Bros.)
- 『ミント・ジャム』 - Mint Jam (2001年、Heads Up)
- 『タイム・スクエアド』 - Time Squared (2003年、Heads Up)
- 『ピース・ラウンド - クリスマス・セレブレーション』 - Peace Round: A Christmas Celebration (2003年、Heads Up)
- 『オルタード・ステイト』 - Altered State (2005年、Heads Up)
- 『トゥエンティ・ファイヴ』 - Twenty-Five (2006年、Heads Up)
- 『ライフサイクル』 - Lifecycle  (2008年、Heads Up)
- 『タイムライン』 - Timeline (2011年、Mack Avenue)
- A Rise in the Road (2013年、Mack Avenue)
- Cohearence (2016年、Mack Avenue)
- Raising Our Voice (2018年、Mack Avenue)

### 参加アルバム
GRPオールスター・ビッグ・バンド
- 『GRPオールスター・ビッグ・バンド・プレイズ・ジャズ・スタンダーズ』 - GRP All-Star Big Band (1992年、GRP)
- 『ライヴ・イン・ジャパン!』 - Dave Grusin Presents GRP All-Star Big Band Live! (1993年、GRP)
- 『オール・ブルース』 - All Blues (1995年、GRP)

その他
- サム・ジョーンズ : 『サムシング・ニュー』 - Something New (1979年、Interplay)
- ジャコ・パストリアス : 『インヴィテイション』 - Invitation (1983年、Warner Bros.)
- ミロスラフ・ヴィトウス : 『ユニバーサル・シンコペーションズII』 - Universal Syncopations II (1995年、ECM)
- ボビー・マクファーリン : 『BANG! ZOOM』 - Bang! Zoom (1995年、Blue Note)
- ノヴァ・ボサノヴァ : Jazz Influence (1997年、Arkadia Jazz)
- トニーニョ・オルタ : 『ジョビンへの手紙』 - From Ton to Tom (1998年、Video Arts Music)
- ニューヨーク・ヴォイセス : 『ア・デイ・ライク・ジス』 - A Day Like This (2007年、MCG Jazz)
- The Sean J. Kennedy Quartet : Queen Anne's Revenge (2007年、Lost World)[3]
- トーパティ : Save the Planet (2010年、Ethnomission)
- カート・エリング : The Gate (2011年、Concord)
- デワ・ブジャナ : Joged Kahyangan (2013年、Moonjune)
- ケイト・ダントン : Mountain Suite (2012年、Real & Imagined)
- ロベルト・トーラ : Bein' Green (2017年、RT Music)